# 天津铁路枢纽

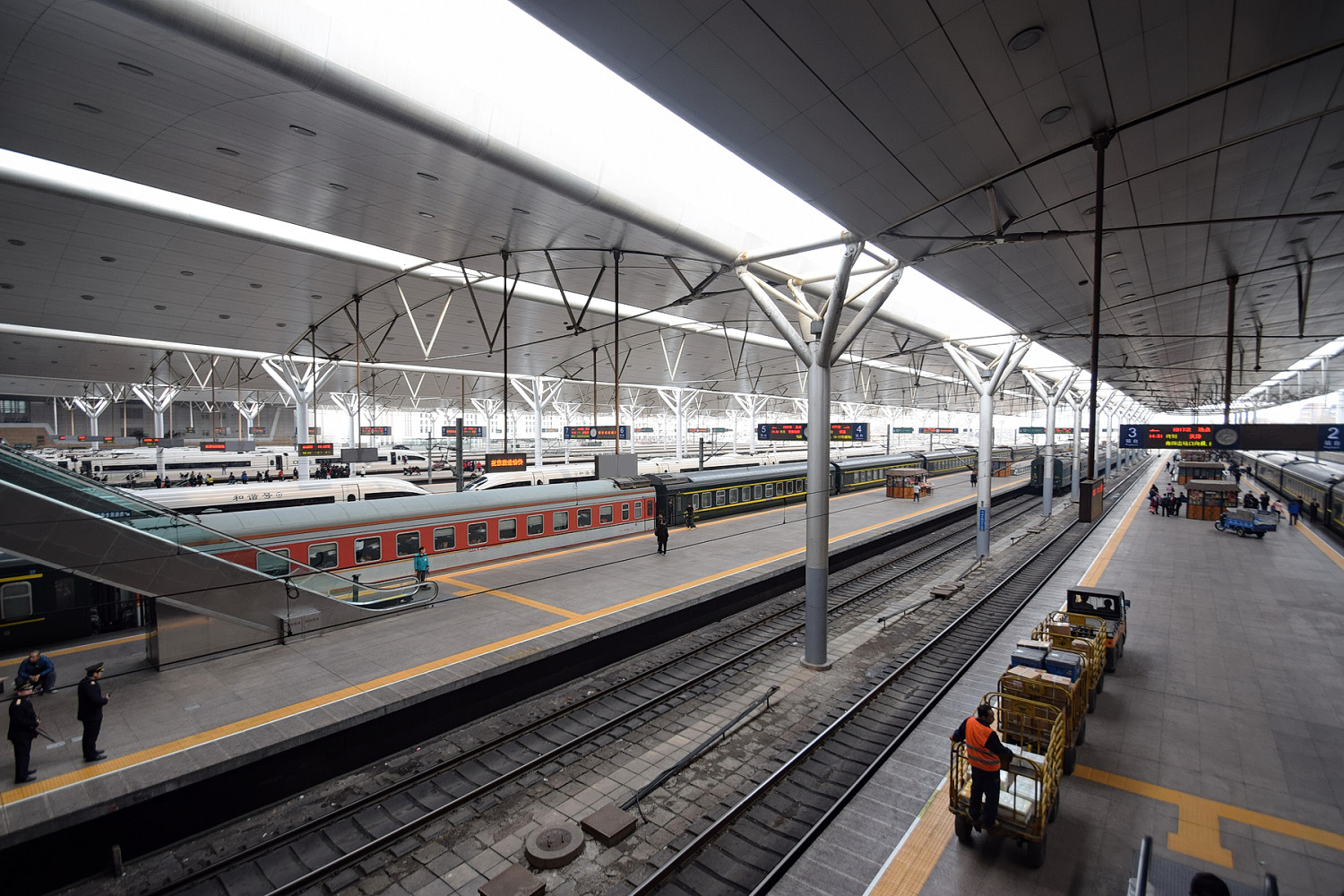
天津站的京津城际列车、高鐵列车及普速列车

天津铁路处于京沪铁路、津山铁路两大铁路干线的交汇处，还是京沪高速铁路、京津城际铁路、津秦客运专线、津保客运专线等铁路的交汇处，另有京唐城际铁路、京滨城际铁路经过市境，是北京通往东北和上海方向的重要铁路枢纽。

## 铁路车站

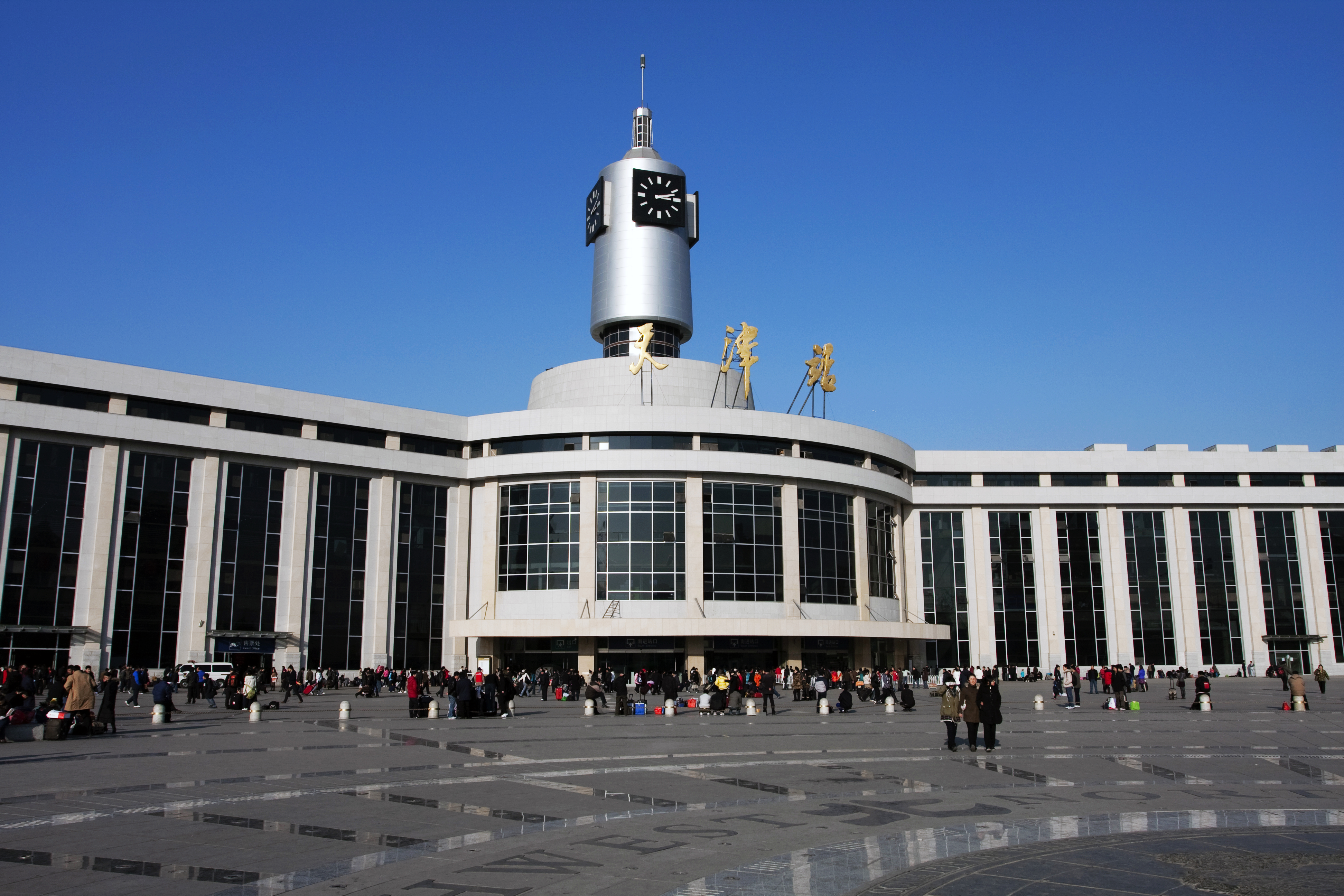
天津站

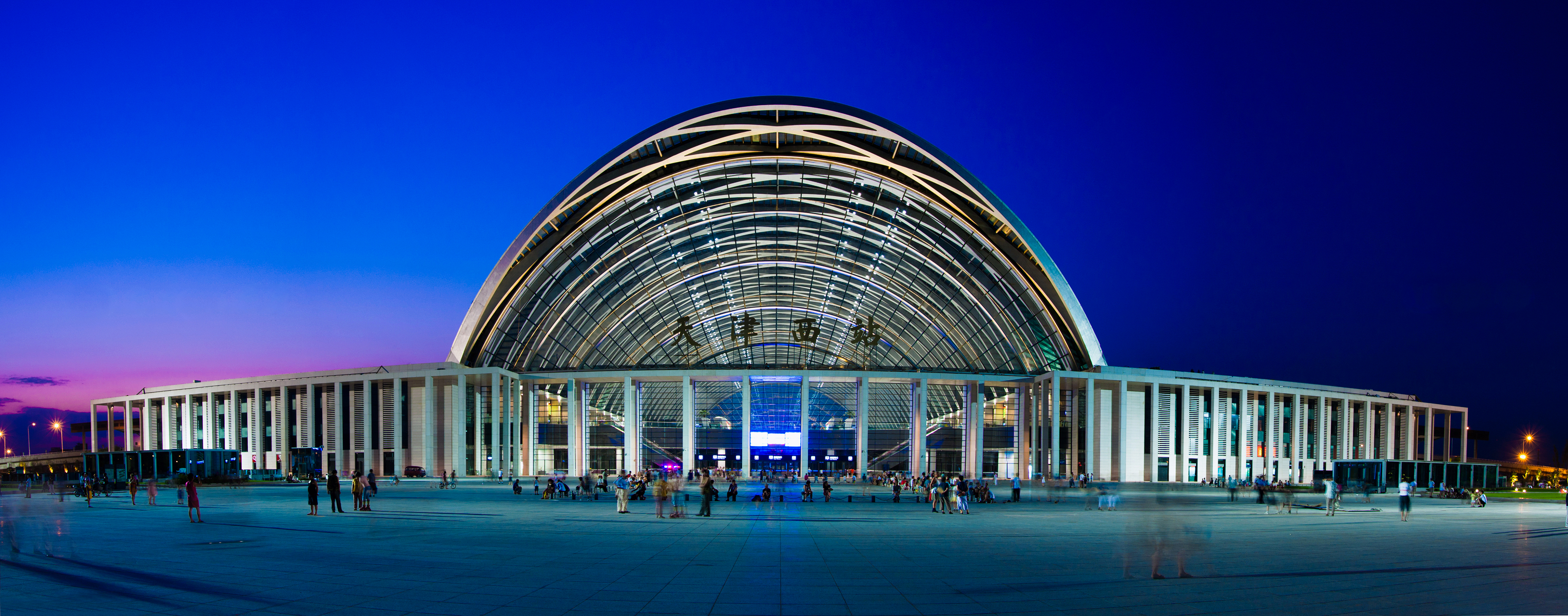
天津西站

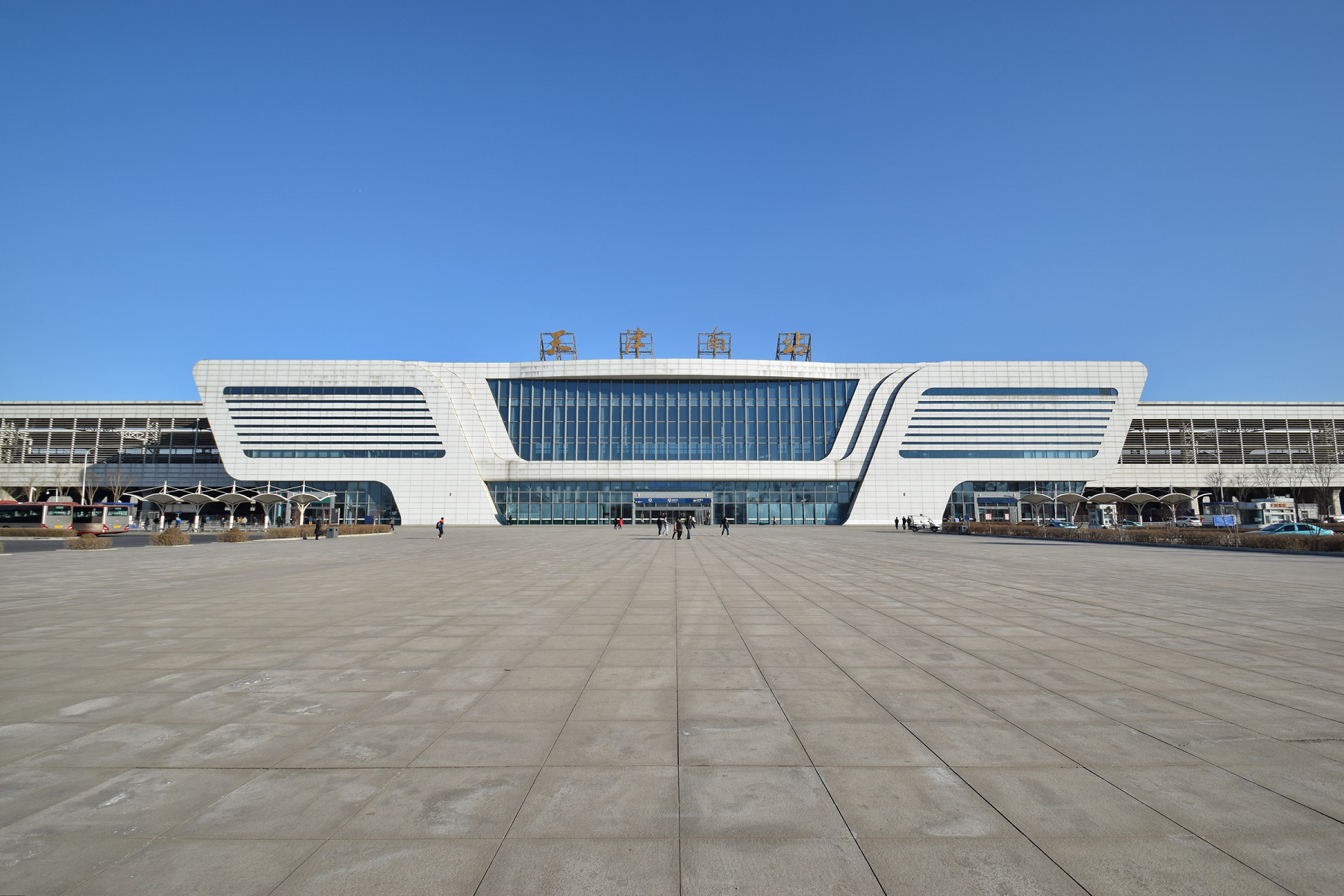
天津南站

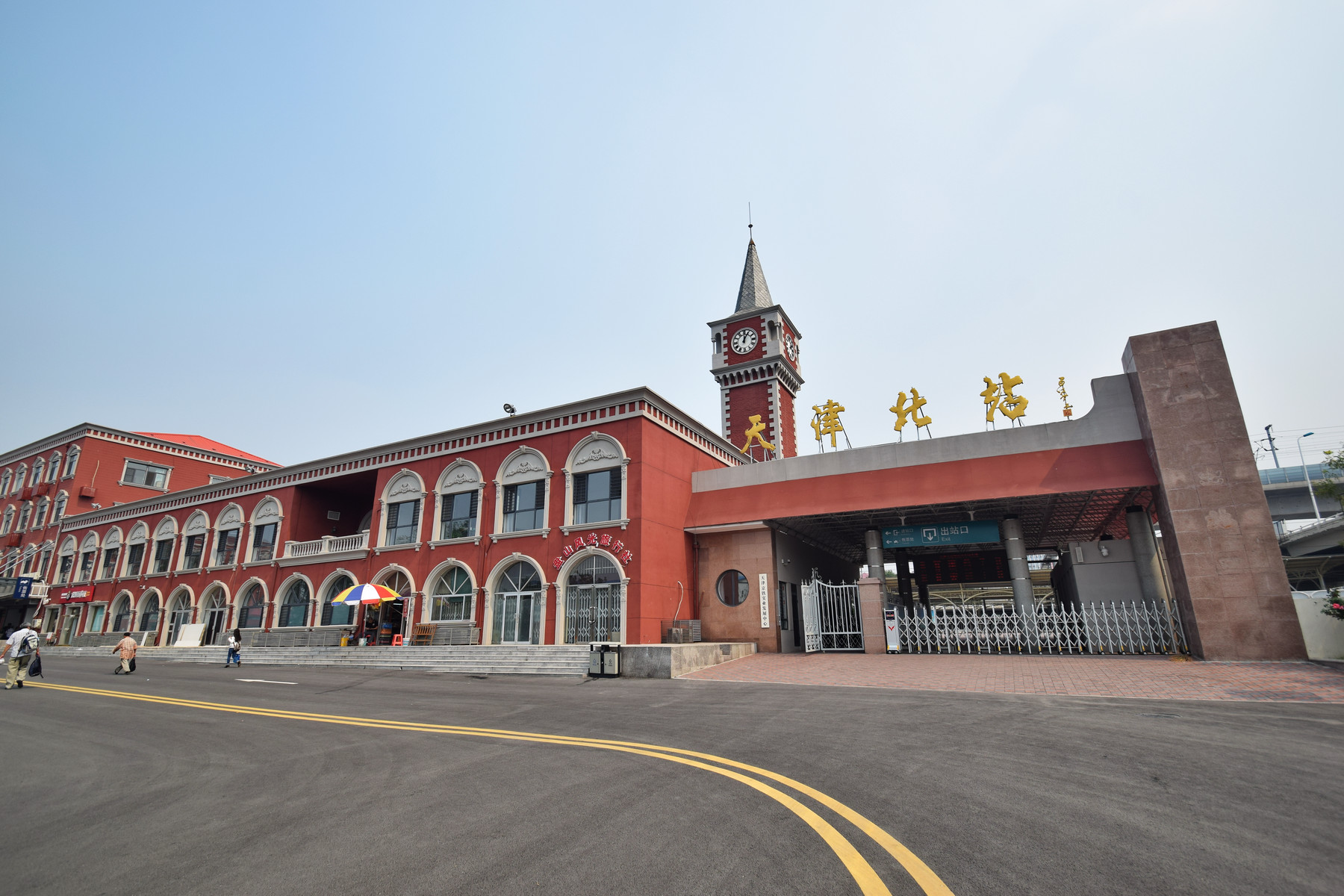
天津北站

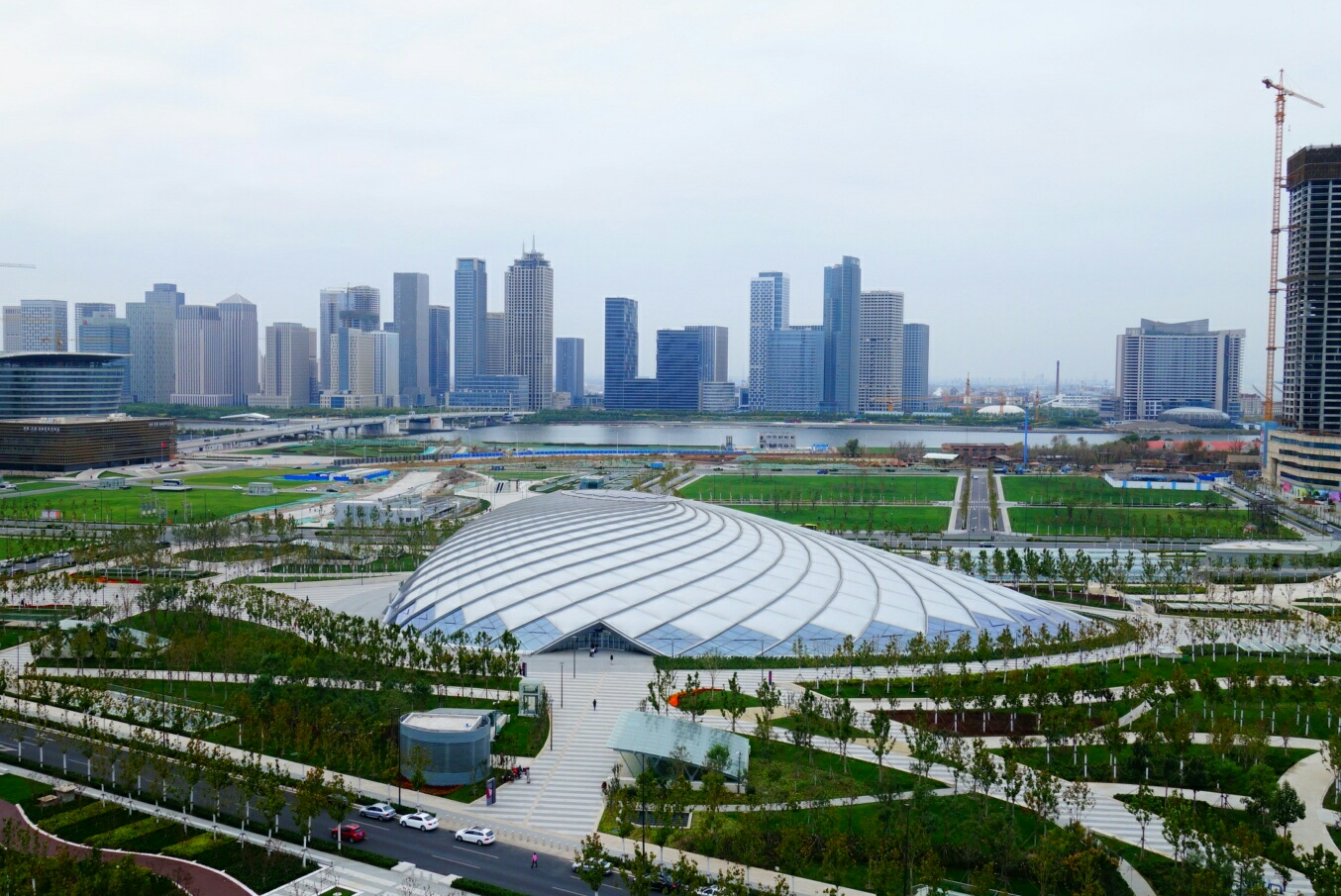
滨海站（前稱于家堡站）

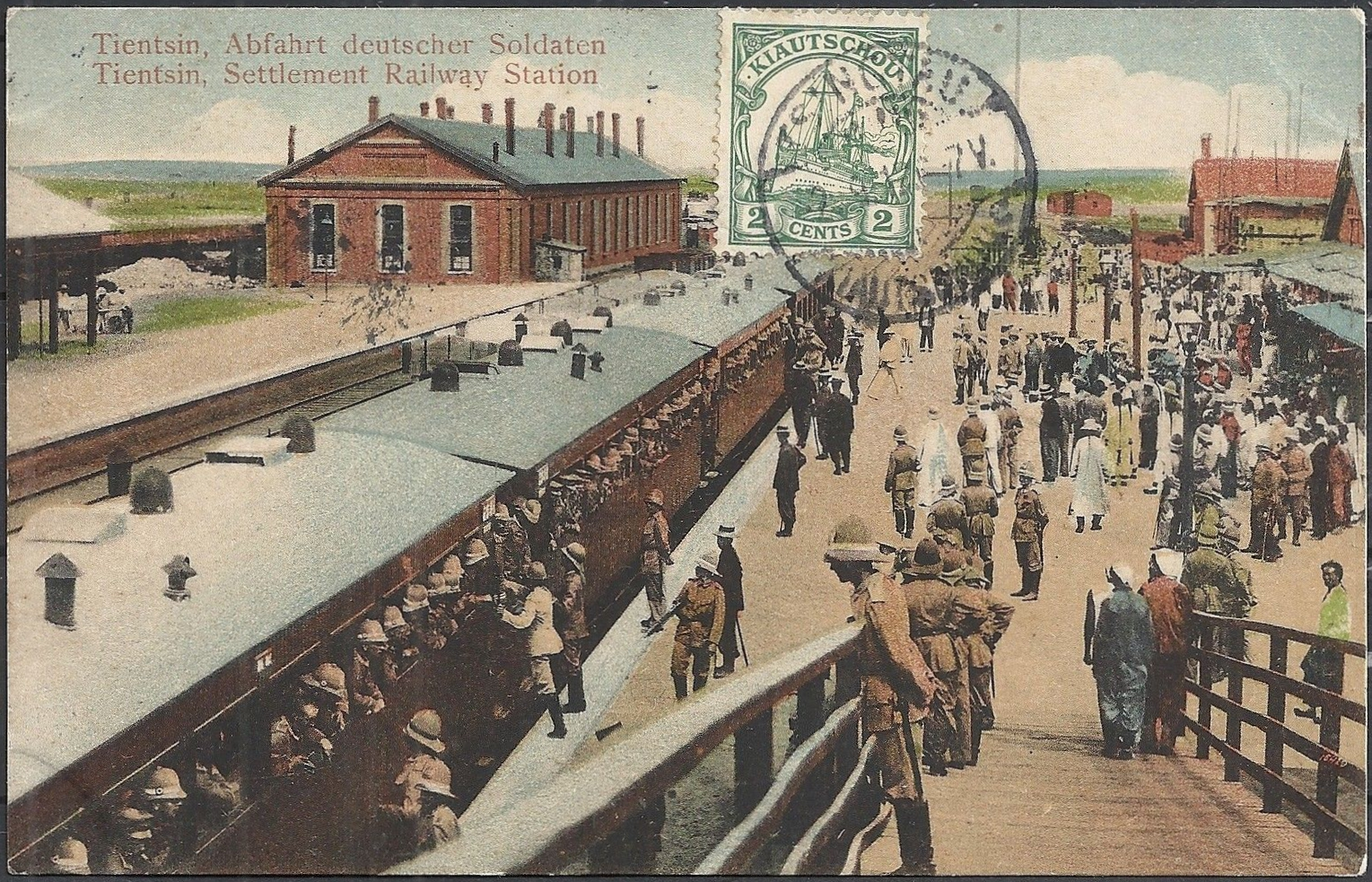
庚子事变期间，老龙头车站内的德国军队列车（明信片）

### 主要客运站
- 天津站，俗称东站，位于河北区和河东区交界处，海河北岸。它始建于1886年，1888年10月3日通车，1892年迁入现址，又名“老龙头火车站”。1900年重新扩建，命名“天津紫站”，1904年更名“天津老站”，1911年更名“天津东站”。1987年4月9日扩建，1988年10月1日竣工。2007年1月再次实施改扩建工程，客运功能已于2008年8月1日投入使用，预计车站地上地下配套设施将于2010年整体完工。天津站是京津城际和津滨城际在天津市区的接轨站，及津秦高铁的次重要始发站。

- 天津西站位于红桥区，是中国未来南北与东西高速铁路的相交处，有京沪高速铁路、京津城际铁路、津保铁路、津秦高铁四条高速铁路接入，同时还有京沪铁路通过，是连接华北、东北和华东地区的重要枢纽站，目前已完成改扩建，货运功能由西营门货场代替，改造后的天津西站将跻身亚洲大火车站行列，成为天津最大的铁路枢纽门户。天津西站距离天津站约4千米，由天津地下直径线连接。具有百年历史采用德国设计和原料的哥特式候车楼则平移作铁路博物馆。未来京滨城际将从北辰站引出联络线接入天津西站，拉进蓟州、宝坻等北部辖区和雄安新区的距离。

- 天津南站位于西青区张家窝镇，京沪高速铁路正线上，为高架高铁车站。规划津沧城际以此为起点，另有建议津雄城际途径该站向西偏北、东偏南走向路由。
- 滨海站，位于天津市滨海新区于家堡金融商务区，为地下式高速铁路专用车站，是津滨城际铁路的终点站，由美国SOM建筑设计事务所设计。正在建设的津潍高铁也将以此为起点站。
- 滨海西站位于天津市滨海新区，是京滨城际铁路规划的起讫站与津秦高铁的中间站，并将设联络线分流津潍高铁路由，规模8台18线。
- 在建滨海东站

### 一般客运站
- 天津北站位于河北区，距离天津站4千米。1907年兴建，初名“新开河火车站”，因时任直隶总督袁世凯的倡议，而获名“新站”，后改叫北站，具有百年历史，基本上保留了清末民初的风貌，现在办理市郊客运业务，主要接发津蓟铁路的旅游列车。
- 塘沽站位于塘沽区，有津山铁路和津滨城际铁路即京津城际铁路延长线通过。经过初步整治，2008年9月已经开通了至北京的京津城际高速列车。
- 宝坻站位于天津市宝坻区，是京唐城际铁路与京滨城际铁路、津承城际铁路（河北段规划设计中）的交汇车站，规模4台10线，2022年12月30日投用运营。

- 杨柳青站，位于天津市西青区杨柳青镇，目前为天津西站扩建时期的临时站。

- 滨海北站，位于天津市滨海新区，位于津秦客运专线。

### 货运站、编组站
- 南仓站
- 曹庄站

## 途经铁路

### 高速铁路
- 京津城际铁路，途径武清站、天津站。
- 津滨城际铁路，途径天津站、塘沽站、滨海站。
- 京唐城际铁路，途经宝坻站。
- 京滨城际铁路，途经宝坻站、宝坻南站、北辰站。北辰站至滨海西站区间在建，津承城际铁路在宝坻至北辰区间与京滨城际铁路共线。
- 京沪高速铁路，途径天津南站，联络线连接天津西站始发站。
- 津保铁路（津霸客运专线、霸徐铁路），始发于天津西站。
- 津秦客运专线，途径天津西站、天津站、滨海西站、滨海北站。
- 环渤海城际铁路，途径汉沽南站、滨海西站、新大港站。
- 天津地下直径线，天津西站至天津站。
- 京沪高铁第二通道，由京津城际铁路（京津段西线）与京滨城际铁路（含京唐共线段）+津承城际铁路（京津段东线）和津潍高速铁路组成。

### 普速铁路
- 京沪铁路，途径天津西站、杨柳青站、静海站等。
- 津山铁路，途径天津北站、天津站、塘沽站等。
- 京哈铁路，途径蓟州站等。
- 津霸铁路，途径南仓站、北仓站，与京九铁路相联。
- 津蓟铁路，途径蓟州北站等，与京哈铁路，大秦铁路相联。
- 大秦铁路，途径蓟县西站、翠屏山站等。